# Pteronotus parnellii
Pteronotus parnellii é uma espécie de morcego da família Mormoopidae. Pode ser encontrada na América Central e norte  centro da América do Sul.